# Hope Davis
Pour les articles homonymes, voir Davis.
Hope Davis, née le 23 mars 1964 à Englewood, dans le New Jersey, est une actrice américaine.

## Biographie

### Jeunesse
Hope Davis est née dans la ville d'Englewood, dans l'État du New Jersey. Sa mère Joan, une bibliothécaire scolaire retraitée, avait l'habitude de l'emmener, avec ses frères et sœurs, visiter des musées ou « quoi que ce soit de culturel » tous les dimanches après la messe.
Hope est diplômée de la Tenafly High School de Tenafly, dans le New Jersey. Elle est l'amie d'enfance de Mira Sorvino avec qui elle a écrit et joué des petites pièces de théâtre.

### Carrière
Par la suite, elle étudie les sciences cognitives au Vassar College mais au même moment elle entame une carrière d'actrice avec En route vers Manhattan (The Daytrippers) et Et plus si affinités (Next Stop Wonderland). Ses rôles les plus notables au cinéma sont ceux qui suivent, notamment dans Arlington Road et Monsieur Schmidt (About Schimdt) dans lequel elle joue la fille du personnage de Jack Nicholson. En 2003, elle incarne Joyce Brabner au côté de Paul Giamatti dans le film American Splendor, adapté du comics homonyme.
Hope a joué également au théâtre, dont un rôle majeur dans la pièce Spinning Into Butter en 2000.

## Filmographie
Sauf indication contraire, les informations mentionnées dans cette section peuvent être confirmées par la base de données cinématographiques IMDb,  présente dans la section « Liens externes ».

### Cinéma
(janvier 2024).
| Année | Titre du film                 | Titre original               | Réalisateur                             | Rôle                      |
| ----- | ----------------------------- | ---------------------------- | --------------------------------------- | ------------------------- |
| 1990  | L'Expérience interdite        | Flatliners                   | Joel Schumacher                         | Anne Coldren              |
| 1990  | Maman, j'ai raté l'avion !    | Home Alone                   | Chris Columbus                          | l'agent français          |
| 1995  | Run for Cover                 | Run for Cover                | Richard W. Haines                       | la secrétaire de Prescott |
| 1995  | Kiss of Death                 | Kiss of Death                | Barbet Schroeder                        | la petite amie de Junior  |
| 1996  | En route vers Manhattan       | The Daytrippers              | Greg Mottola                            | Eliza Malone D'Amico      |
| 1996  | Mr. Wrong                     | Mr. Wrong                    | Nick Castle                             | Annie                     |
| 1997  | Back Home                     | The Myth of Fingerprints     | Bart Freundlich                         | Margaret                  |
| 1997  | Guy                           | Guy                          | Michael Lindsay-Hogg                    | la fille à la caméra      |
| 1998  | Et plus si affinités          | Next Stop Wonderland         | Brad Anderson                           | Erin Castleton            |
| 1998  | Les Imposteurs                | The Impostors                | Stanley Tucci                           | Emily Essendine           |
| 1999  | Arlington Road                | Arlington Road               | Mark Pellington                         | Brooke Wolfe              |
| 1999  | Mumford                       | Mumford                      | Lawrence Kasdan                         | Sofie Crisp               |
| 2000  | Le Secret de Joe Gould        | Joe Gould's Secret           | Stanley Tucci                           | Therese Mitchell          |
| 2001  | Final (en)                    | Final (en)                   | Campbell Scott                          | Ann                       |
| 2001  | Cœurs perdus en Atlantide     | Hearts in Atlantis           | Scott Hicks                             | Liz Garfield              |
| 2002  | Monsieur Schmidt              | About Schmidt                | Alexander Payne                         | Jeannie Schmidt           |
| 2003  | The Secret Lives of Dentists  | The Secret Lives of Dentists | Alan Rudolph                            | Dana Hurst                |
| 2003  | American Splendor             | American Splendor            | Shari Springer Berman et Robert Pulcini | Joyce Brabner             |
| 2005  | The Weather Man               | The Weather Man              | Gore Verbinski                          | Noreen                    |
| 2005  | The Matador                   | The Matador                  | Richard Shepard                         | Carolyn 'Bean' Wright     |
| 2005  | Duma                          | Duma                         | Carroll Ballard                         | Kristin                   |
| 2005  | Irréfutable                   | Proof                        | John Madden                             | Claire                    |
| 2006  | Scandaleusement célèbre       | Infamous                     | Douglas McGrath                         | Slim Keith                |
| 2006  | Faussaire                     | The Hoax                     | Lasse Hallström                         | Andrea Tate               |
| 2007  | Un été italien                | Genova                       | Michael Winterbottom                    | Marianne                  |
| 2007  | The Nines                     | The Nines                    | John August                             | Sarah / Susan / Sierra    |
| 2007  | Charlie Bartlett              | Charlie Bartlett             | Jon Poll                                | Marilyn Bartlett          |
| 2008  | Synecdoche, New York          | Synecdoche, New York         | Charlie Kaufman                         | Madeleine Gravis          |
| 2009  | Les Cheveux d'or              | The Lodger                   | David Ondaatje                          | Ellen                     |
| 2009  | Happy Together                | Happy Together               | Vivi Friedman                           | Bunnie Burnett            |
| 2011  | Real Steel                    | Real Steel                   | Shawn Levy                              | tante Debra               |
| 2013  | Disconnect                    | Disconnect                   | Henry Alex Rubin                        | Lydia Boyd                |
| 2015  | Joker                         | Wild Card                    | Simon West                              | Cassandra                 |
| 2020  | Greenland : Le Dernier Refuge | Greenland                    | Ric Roman Waugh                         | Judy Vento                |
| 2022  | Asteroid City                 |                              | Wes Anderson                            | Sandy Borden              |
| 2023  | Cat Person                    |                              | Susanna Fogel                           | Kelly                     |
| 2025  | The Phoenician Scheme         |                              | Wes Anderson                            |                           |

### Télévision
- 2000 à 2001 : Enquêtes à la une (Deadline) : Brooke Benton (#13 épisodes)
- 2006 à 2007 : Six Degrees : Laura Morgan (#14 épisodes)
- 2009 : In Treatment
- 2011 : Mildred Pierce
- 2010 : The Special Relationship : Hillary Clinton
- 2013 : New York, unité spéciale (saison 14, épisode 19) : Viola Mesner
- 2015 : Wayward Pines : Megan Fisher
- 2018 : For The People : Jill Carlan
- 2020 : Your Honor : Gina Baxter
- 2021 et 2023 : Succession (saison 3 et 4) : Sandi Furness

## Théâtre
- 2009 : Le Dieu du carnage de Yasmina Reza

## Distinctions
Sauf indication contraire, les informations mentionnées dans cette section peuvent être confirmées par la base de données cinématographiques IMDb,  présente dans la section « Liens externes ».

### Récompenses
- 2003 : Seattle Film Critics Awards (Meilleure actrice) avec American Splendor
- 2003 : NYFCC Award (Meilleure actrice) avec American Splendor

### Nominations
- 2004 : Satellite Awards (Best Performance by an Actress in a Motion Picture, Comedy or Musical) avec American Splendor
- 2004 : Independent Spirit Awards (Best Supporting Female) avec The Secret Lives of Dentists
- 2004 : Golden Globe Award (Meilleure actrice dans un second rôle) avec American Splendor
- 2004 : Chlotrudis Awards (Best Supporting Actress) avec American Splendor

## Voix francophones
En France, Ivana Coppola est la voix régulière de Hope Davis.
En France
| - Ivana Coppola dans : - Cœurs perdus en Atlantide - Six Degrees (série télévisée) - New York, unité spéciale (série télévisée) - Disconnect - American Crime (série télévisée) - Captain America: Civil War - Rebel in the Rye - For the People (série télévisée) - Love Life (série télévisée) - Your Honor (série télévisée) - Succession (série télévisée) - Anneliese Fromont dans : - Et plus si affinités - Le Secret de Joe Gould (en) - Asteroid City - Before (en) (mini-série) - Marie-Laure Dougnac dans : - The Matador : Même les tueurs ont besoin d'amis - Faussaire - Real Steel - Emmanuèle Bondeville dans : - L'Expérience interdite - Perry Mason (série télévisée) | - Déborah Perret dans : - Monsieur Schmidt - The Special Relationship (téléfilm) Et aussi - Valérie Siclay dans Arlington Road - Patricia Legrand dans Les Imposteurs - Marine Jolivet dans Enquêtes à la une (série télévisée) - Laurence Bréheret dans Scandaleusement célèbre - Nolwenn Korbell dans Joker - Claudine Grémy dans En analyse (série télévisée) - Sylvia Bergé dans Un été italien - Anne Rondeleux dans The Newsroom (série télévisée) - Françoise Cadol dans Mildred Pierce (mini-série) - Valérie Even dans Wayward Pines (série télévisée) - Alexia Lunel dans Allegiance (série télévisée) - Véronique Augereau dans Minx (série télévisée) |